# Gadži Nabiev
Gadži Kamilovič Nabiev (in russo Гаджи Камилович Набиев?; Machaczkała, 5 giugno 1995) è un lottatore russo, specializzato nella lotta libera.

## Biografia
Ai mondiali di Nur-Sultan 2019 ha vinto la medaglia di bronzo nel torneo dei 79 chilogrammi.

## Palmarès
| Anno | Manifestazione  | Sede       | Evento | Risultato | Note |
| ---- | --------------- | ---------- | ------ | --------- | ---- |
| 2014 | Europei junior  | Katowice   | 74 kg  | 17º       |      |
| 2015 | Mondiali junior | Salvador   | 74 kg  | Oro       |      |
| 2018 | Mondiali U23    | Bucarest   | 79 kg  | Argento   |      |
| 2019 | Mondiali        | Nur-Sultan | 79 kg  | Bronzo    |      |